# Horodyszcze (rejon berdyczowski)
Horodyszcze (ukr. Городище) – wieś na Ukrainie, w obwodzie żytomierskim, w rejonie berdyczowskim, w hromadzie Andruszówka, u źródeł rzeki Unawy. W 2001 roku liczyła 227 mieszkańców.